# 矢作町
矢作町（やはぎちょう）は、かつて愛知県碧海郡にあった町である。
現在の岡崎市の南西部、矢作川の西岸である。
元々は安城市とのつながりが深く、住民運動により岡崎市に編入後、境界変更で一部の地区は安城市となっている。

## 沿革

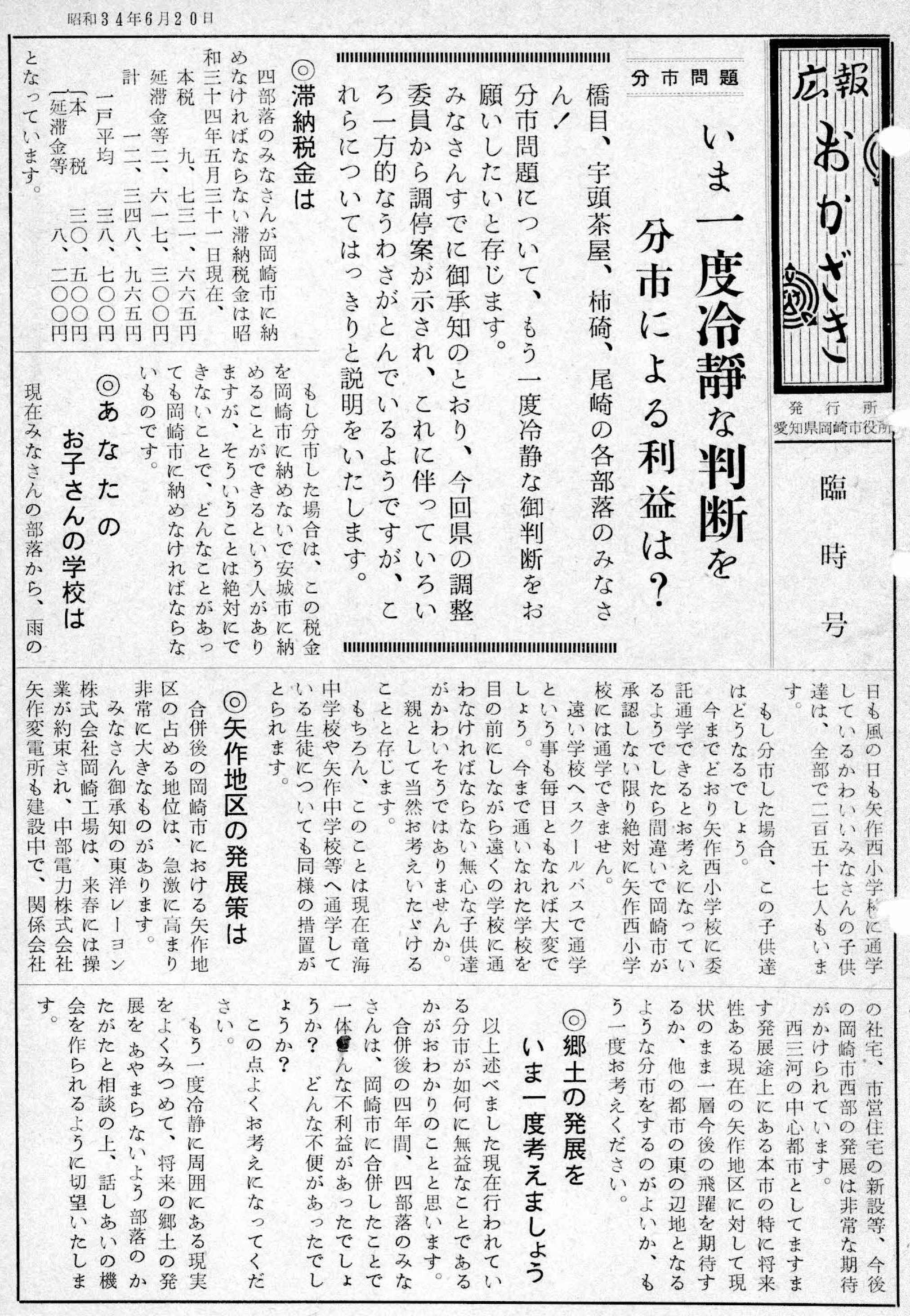
住民に分市を思いとどまるよう訴える岡崎市の広報紙（1959年6月）

- 江戸時代末期、この地域は岡崎藩領、旗本領などであった。
- 1878年（明治11年） - 上矢作村と下矢作村が合併し、矢作村となる。
- 1889年（明治22年）10月1日 - 町村制により、碧海郡矢作村が発足。
- 1893年（明治26年）2月19日 - 矢作村が町制施行し、矢作町が発足。
- 1906年（明治39年）5月1日 - 矢作町、中郷村、本郷村、渡村、長瀬村、志貴村、志賀須香村が合併し、矢作町となる。
- 1955年（昭和30年）4月1日 - 岡崎市に編入される。
- 1960年（昭和35年）1月1日 - 岡崎市と安城市とで境界が変更され、旧矢作町の一部（河野町、宇頭茶屋町、尾崎町、柿碕町、橋目町の一部[2]）が安城市へ編入される。

### 現在の地名との関係
| 愛知県の人口上位自治体（1921年末） | 愛知県の人口上位自治体（1921年末） | 愛知県の人口上位自治体（1921年末） | 愛知県の人口上位自治体（1921年末） | 愛知県の人口上位自治体（1921年末） | 愛知県の人口上位自治体（1921年末） |
| #                                  | 自治体                             | 人口                               | #                                  | 自治体                             | 人口                               |
| ---------------------------------- | ---------------------------------- | ---------------------------------- | ---------------------------------- | ---------------------------------- | ---------------------------------- |
| 1                                  | 名古屋市                           | 633,274                            | 11                                 | 渥美郡高師村                       | 14,405                             |
| 2                                  | 豊橋市                             | 65,033                             | 12                                 | 丹羽郡古知野町                     | 13,965                             |
| 3                                  | 岡崎市                             | 41,684                             | 13                                 | 渥美郡田原町                       | 13,831                             |
| 4                                  | 一宮市                             | 30,558                             | 14                                 | 海部郡津島町                       | 13,772                             |
| 5                                  | 東春日井郡瀬戸町                   | 23,092                             | 15                                 | 中島郡祖父江町                     | 13,300                             |
| 6                                  | 碧海郡安城町                       | 19,607                             | 16                                 | 西加茂郡挙母町                     | 12,317                             |
| 7                                  | 知多郡半田町                       | 17,141                             | 17                                 | 渥美郡福江町                       | 12,256                             |
| 8                                  | 幡豆郡西尾町                       | 15,511                             | 18                                 | 宝飯郡蒲郡町                       | 12,120                             |
| 9                                  | 知多郡亀崎町                       | 15,170                             | 19                                 | 東春日井郡小牧町                   | 12,101                             |
| 10                                 | 幡豆郡一色町                       | 15,114                             | 20                                 | 碧海郡矢作町                       | 11,345                             |

- 矢作町大字河野、宇頭茶屋、柿碕、尾崎

→ 岡崎市河野町、宇頭茶屋町、柿碕町、尾崎町
→ 安城市河野町、宇頭茶屋町、柿碕町、尾崎町
- 矢作町大字橋目

→ 岡崎市橋目町
- 橋目町の一部（字茶臼、中茶臼、宮東、新居林、北茶屋浦、郷前）

→ 安城市橋目町
- 矢作町大字島、坂戸

→ 岡崎市島坂町
- 矢作町大字小望、池端、館出

→ 岡崎市昭和町
- 矢作町大字桑子、西牧内

→ 岡崎市大和町
- 矢作町の上記以外の地区

矢作町大字○○ → 岡崎市○○町（矢作町時代の大字名を、そのまま町名とした）

## 1960年に岡崎市から安城市に分市した地域
| 旧町名 （岡崎市）                                 | 現町名 （安城市） | 写真               |
| ------------------------------------------------- | ----------------- | ------------------ |
| 河野町                                            | 河野町            | 宗円寺             |
| 宇頭茶屋町                                        | 宇頭茶屋町        | 内外神明社         |
| 柿碕町                                            | 柿碕町            | 安城市立志貴小学校 |
| 尾崎町                                            | 尾崎町            | 中央精機株式会社   |
| 橋目町新居林、北茶屋浦、郷前、 茶臼、中茶臼、宮東 | 橋目町            | 橋目霊園           |

## 交通
- 名鉄名古屋本線
  - 矢作橋駅・宇頭駅
- 国鉄東海道本線
  - 通過のみ[4]

※ 国鉄岡多線 北野桝塚駅も旧・矢作町域の駅であるが、開業は岡崎市編入後である。